# 夏赞忠
夏赞忠（1939年10月—），男，汉族，湖南安化人，中华人民共和国政治人物，曾任中共湖南省委常委、省委宣传部部长，中共长沙市委书记，新华通讯社副社长、党组副书记，中央纪律检查委员会副书记，第十届全国人大代表、常委会委员。